# Distrito de Bitburg-Prüm
Eifelkreis Bitburg-Prüm es un distrito del estado federado de Renania-Palatinado, Alemania. Tiene una población estimada, a fines de septiembre de 2023, de 104 757 habitantes.
Es el distrito más grande del estado. Limita al noreste con el distrito de Vulkaneifel, al este con el distrito de Bernkastel-Wittlich y al sureste con el distrito de Trier-Saarburg. Su vecino del suroeste es el Gran Ducado de Luxemburgo y su vecino del noroeste es el Reino de Bélgica.

## Historia
Existen tres regiones históricas diferentes: la abadía y la ciudad de Prüm han estado directamente subordinadas al Sacro Imperio Romano Germánico durante la Edad Media; más tarde, la ciudad libre se convirtió en el Principado de Prüm, que ocupa grandes porciones en el norte.
El suroeste, incluyendo el pueblo de Bitburgo, formó parte de Luxemburgo del siglo X al XV. Más tarde, pasó a formar parte de las Diecisiete Provincias y, por tanto, del dominio de los reyes de la Casa de Habsburgo, primero españoles y luego austriacos. Tras las Guerras Napoleónicas, las potencias europeas acordaron entregar esta región a Prusia.
Las zonas orientales del distrito, incluyendo el pueblo de Kyllburg, fueron propiedad del arzobispado de Tréveris.
Cuando Prusia incorporó todas estas regiones en torno a 1815, estableció los tres distritos de Bitburgo, Prüm y Tréveris. En los años 1970, los distritos de Bitburgo y Prüm fueron fusionados con parte del antiguo distrito de Tréveris, para formar el actual distrito. El 1 de enero de 2007, el nombre completo del distrito fue cambiado a Eifelkreis Bitburg-Prüm, en lugar de Landkreis.

### Escudo de armas
El escudo de armas de Bitburg-Prüm muestra:
- La cruz roja que simboliza la ciudad cerrada de Tréveris
- La torre dorada de las armas de Bitburgo
- El cordero plateado de las armas de Prüm
- Las rayas azules y blancas de las armas de Luxemburgo

## Geografía
El distrito cubre la zona escasamente poblada del suroeste de las montañas Eifel. Las porciones a lo largo de las fronteras occidentales están ocupadas por un parque natural germano-belga y un parque natural germano-luxemburgués. Una gran cantidad de ríos desciende del Schneifel al noroeste y del Kyllwald por el este y fluyen hacia el sur al río Sauer, que es un afluente del río Mosela.
| Ciudad independiente |
| -------------------- |
| 1. Bitburg           |

| Mancomunidades de municipios (Verbandsgemeinden) | Mancomunidades de municipios (Verbandsgemeinden) | Mancomunidades de municipios (Verbandsgemeinden) | Mancomunidades de municipios (Verbandsgemeinden) |
| 1. Arzfeld | 1. Arzfeld | 1. Arzfeld | 1. Arzfeld |
| --- | --- | --- | --- |
| 1. Arzfeld1 2. Dackscheid 3. Dahnen 4. Daleiden 5. Dasburg 6. Eilscheid 7. Eschfeld 8. Euscheid 9. Großkampenberg 10. Hargarten 11. Harspelt | 1. Herzfeld 2. Irrhausen 3. Jucken 4. Kesfeld 5. Kickeshausen 6. Kinzenburg 7. Krautscheid 8. Lambertsberg 9. Lascheid 10. Lauperath 11. Leidenborn | 1. Lichtenborn 2. Lierfeld 3. Lünebach 4. Lützkampen 5. Manderscheid 6. Mauel 7. Merlscheid 8. Niederpierscheid 9. Oberpierscheid 10. Olmscheid 11. Pintesfeld                                                                                      | 1. Plütscheid 2. Preischeid 3. Reiff 4. Reipeldingen 5. Roscheid 6. Sengerich 7. Sevenig (Our) 8. Strickscheid 9. Üttfeld 10. Waxweiler |
| 2. Bitburger Land [sede: Bitburg] | | | |
| 1. Badem 2. Balesfeld 3. Baustert 4. Bettingen 5. Bickendorf 6. Biersdorf am See 7. Birtlingen 8. Brecht 9. Brimingen 10. Burbach 11. Dahlem 12. Dockendorf 13. Dudeldorf 14. Echtershausen 15. Ehlenz 16. Enzen 17. Eßlingen 18. Etteldorf                   | 1. Feilsdorf 2. Fließem 3. Gindorf 4. Gondorf 5. Gransdorf 6. Halsdorf 7. Hamm 8. Heilenbach 9. Hütterscheid 10. Hüttingen an der Kyll 11. Idenheim 12. Idesheim 13. Ingendorf 14. Kyllburg 15. Kyllburgweiler 16. Ließem 17. Malberg 18. Malbergweich | 1. Meckel 2. Messerich 3. Metterich 4. Mülbach 5. Nattenheim 6. Neidenbach 7. Neuheilenbach 8. Niederstedem 9. Niederweiler 10. Oberkail 11. Oberstedem 12. Oberweiler 13. Oberweis 14. Olsdorf 15. Orsfeld 16. Pickließem 17. Rittersdorf 18. Röhl | 1. Sankt Thomas 2. Scharfbillig 3. Schleid 4. Seffern 5. Sefferweich 6. Seinsfeld 7. Steinborn 8. Stockem 9. Sülm 10. Trimport 11. Usch 12. Wettlingen 13. Wiersdorf 14. Wilsecker 15. Wißmannsdorf 16. Wolsfeld 17. Zendscheid                         |
| 3. Prüm | | | |
| 1. Auw bei Prüm 2. Bleialf 3. Brandscheid 4. Buchet 5. Büdesheim 6. Dingdorf 7. Feuerscheid 8. Fleringen 9. Giesdorf 10. Gondenbrett 11. Großlangenfeld | 1. Habscheid 2. Heckhuscheid 3. Heisdorf 4. Hersdorf 5. Kleinlangenfeld 6. Lasel 7. Masthorn 8. Matzerath 9. Mützenich 10. Neuendorf 11. Niederlauch                                                                                                   | 1. Nimshuscheid 2. Nimsreuland 3. Oberlascheid 4. Oberlauch 5. Olzheim 6. Orlenbach 7. Pittenbach 8. Pronsfeld 9. Prüm1 10. Rommersheim 11. Roth bei Prüm                                                                                           | 1. Schönecken 2. Schwirzheim 3. Seiwerath 4. Sellerich 5. Wallersheim 6. Watzerath 7. Wawern 8. Weinsheim 9. Winringen 10. Winterscheid 11. Winterspelt                                                                                                 |
| 4. Speicher | | | |
| 1. Auw an der Kyll 2. Beilingen 3. Herforst | 1. Hosten 2. Orenhofen 3. Philippsheim | 1. Preist 2. Spangdahlem 3. Speicher1 | |
| 5. Südeifel | | | |
| 1. Affler 2. Alsdorf 3. Altscheid 4. Ammeldingen an der Our 5. Ammeldingen bei Neuerburg 6. Bauler 7. Berkoth 8. Berscheid 9. Biesdorf 10. Bollendorf 11. Burg 12. Dauwelshausen 13. Echternacherbrück 14. Eisenach 15. Emmelbaum 16. Ernzen 17. Ferschweiler | 1. Fischbach-Oberraden 2. Geichlingen 3. Gemünd 4. Gentingen 5. Gilzem 6. Heilbach 7. Herbstmühle 8. Holsthum 9. Hommerdingen 10. Hütten 11. Hüttingen bei Lahr 12. Irrel 13. Karlshausen 14. Kaschenbach 15. Keppeshausen 16. Körperich 17. Koxhausen | 1. Kruchten 2. Lahr 3. Leimbach 4. Menningen 5. Mettendorf 6. Minden 7. Muxerath 8. Nasingen 9. Neuerburg1 10. Niedergeckler 11. Niederraden 12. Niederweis 13. Niehl 14. Nusbaum 15. Obergeckler 16. Peffingen 17. Plascheid                       | 1. Prümzurlay 2. Rodershausen 3. Roth an der Our 4. Schankweiler 5. Scheitenkorb 6. Scheuern 7. Sevenig bei Neuerburg 8. Sinspelt 9. Übereisenbach 10. Uppershausen 11. Utscheid 12. Waldhof-Falkenstein 13. Wallendorf 14. Weidingen 15. Zweifelscheid |
| | | | |
| 1sede de la verbandsgemeinde | | | |